# Radiância

Intensidade da radiação emitida por um corpo negro aquecido em função do comprimento de onda.

Radiância é uma medida radiométrica usada para descrever a quantidade de radiação eletromagnética que passa por ou é emitida em uma área em particular de um corpo. A Unidade Internacional utilizada para medir a radiância é watt por esferorradiano por metro quadrado (W·sr−1·m−2).

## Definição
A radiância espectral {\displaystyle R(v)} é definida de forma que o produto {\displaystyle R(v)dv} seja a energia emitida por unidade de tempo da radiação em freqüências no intervalo de {\displaystyle v} até  {\displaystyle v+dv} por unidade de área de uma superfície a uma temperatura absoluta {\displaystyle T}.